# Japanische Badmintonmeisterschaft 1950
Die Japanische Badmintonmeisterschaft 1950 war die vierte Austragung der nationalen Titelkämpfe im Badminton in Japan. Sie fand in Kanazawa statt.	

## Titelträger
| Disziplin    | Sieger                        |
| ------------ | ----------------------------- |
| Herreneinzel | Junichi Oka                   |
| Dameneinzel  | Fumiko Endō                   |
| Herrendoppel | Junichi Oka Michiaki Oka      |
| Damendoppel  | Fumiko Endō Utako Kobayashi   |
| Mixed        | Yasuhisa Yamada Chieko Tamura |